# Burcardo di Turingia
Burcardo di Turingia (... – 3 agosto 908) fu duca della marca sorabica, la quale coincideva con l'attuale Turingia, a partire da un periodo di poco successivo all'892 fino alla sua morte.

## Biografia
Successe a Poppone come duca della marca sorabica subito dopo la nomina di Corrado il Vecchio, ma i motivi dell'abbandono di Corrado sono sconosciuti. Regino di Prüm indica che la marca sorabica governata da "Boppo dux Thuringorum" fu dato a "Chuonrado" nell'892 e subito dopo a "Burchardo comitis". Il 24 giugno 903 re Ludovico il Fanciullo conferma i privilegi all'abbazia di San Gallo con una carta a cui si iscrive tra gli altri "fidelium nostrum" "Purchart marchio Thuringionum". Questo Burcardo sembra essere di origine sveva.
Nel 908 comandò un grande esercito durante una battaglia contro gli invasori magiari. Nel ducato di Sassonia il 3 agosto li combatté in una battaglia vicino a Eisenach, ma fu sconfitto e ucciso assieme a Rodolfo, vescovo di Würzburg e il conte Egino.
Dopo la scomparsa di Burcardo il territorio della Turingia venne incorporato nel ducato di Sassonia e i suoi figli, Burcardo e Bardo, citati nelle Res gestae saxonicae di Vitichindo di Corvey, vennero spogliati dei loro titoli nel 913 dal re di Germania Enrico di Sassonia. I Turingi però rimasero un popolo distinto, e otterranno nel basso Medioevo, tra il 1111 e il 1112, la creazione di un proprio langraviato.

## Discendenza ipotetica
Uno dei due figli di Burcardo è stato collegato con il futuro re Corrado I di Germania. Il margravio di Turingia Burcardo è considerato il presunto antenato della casa di Wettin, teoria sposata nella genealogia della casa di Wettin redatta nel 1897 da Otto Posse. Quest'ultimo ritiene che il margravio di Turingia sia nonno di un certo Burcardo, indicato come padre di Dedi di Hassegau, che sarebbe a sua volta padre di Burcardo e Dedi, morti nella battaglia di Capo Colonna, e di Teodorico I, il primo Wettin conosciuto. A riprova di questa teoria, suggerisce che Teodorico I e suo figlio Dedi I sono qualificati nella coeva Cronaca di Tietmaro come Buzici, interpretata come un patronimico che sta per "discendenti di Burcardo".